# Nor'easter (film)
Nor'easter je americký hraný film z roku 2012, který režíroval Andrew Brotzman podle vlastního scénáře. Film zachycuje osudy začínajícího kněze na malém městě. Snímek měl světovou premiéru na Mill Valley Film Festival 6. října 2012.

## Děj
Mladý katolický kněz Erik přichází do malého městečka. Jeho první službu mu znesnadňuje fakt, že rodina Greenova již pět let postrádá svého syna Joshe. Ten jako patnáctiletý zmizel jednoho dne a už se neobjevil. Po dohodě s rodiči ho tedy prohlásí za mrtvého a uspořádá mu pohřeb. Josh se však zanedlouho sám objeví, neboť si přečetl o pohřbu v novinách. Nikomu nechce říct, kde a s kým celou dobu byl. Pouze se vyzpovídá knězi a poté opět zmizí. Kněz je však vázán zpovědním tajemstvím, a nemůže tedy okolnosti Joshova opětovného zmizení nikomu sdělit. Nicméně se rozhodne vypátrat Joshe na vlastní pěst.

## Obsazení
| David Call          | Erik Angstrom  |
| Richard Bekins      | Richard Green  |
| Liam Aiken          | Josh Green     |
| Haviland Morris     | Ellen Green    |
| Rachel Brosnahanová | Abby Green     |
| Danny Burstein      | Paul Moore     |
| Geary Smith         | David Kracauer |
| Emory Cohen         | Danny Strout   |
| Barb Bowers         | lékařka        |
| Clarissa Brown      | Beth           |
| Camilla Gray        | Rachel         |
| Peggy Muir          | Peggy          |

## Ocenění
- Woodstock Film Festival – Haskell Wexler Award za nejlepší kameru
- Sarasota Film Festival – nominace na Independent Visions Award za nejlepší film